# صلاة الغائب (فلم)
صلاة الغائب هو فيلم مغربي من إخراج حميد بناني سنة 1995، وبطولة كل من عبد الكبير الركاكنة، الطيب الصديقي، أحمد الطيب العلج، السعدية أزكون، حميد باسكيط، وآخرون.

## القصة
بعد صراعات عاطفية وعائلية، يفقد المختار ذاكرته، ويقوم برحلة داخل المغرب يلتقي خلالها بشخصيات من ماضيه البعيد، وذلك في محاولة لأن يستعيد ذاكرته من جديد.

## روابط خارجية
- مقالات تستعمل روابط فنية بلا صلة مع ويكي بيانات